# レオン・デイ
レオン・デイ（Leon Day、1916年10月30日 - 1995年3月13日）は、1930～1940年代にアメリカ合衆国のニグロリーグで活躍していた野球選手。主なポジションは投手。バージニア州アレキサンドリア生まれ。右投右打。
奪三振能力に優れ、ニグロリーグで7割以上の勝率を誇った。

## 来歴・人物
1934年にボルチモア･ブラックソックスに加わり、当時チームの監督兼選手だったハーバート・“ラップ”・ディクソンが1935年にブルックリンのイーグルスへ移る際、ディクソンはデイを引き抜いて一緒に移籍した。ディはこの年イーグルスで9勝2敗の成績を収めてイーグルスの一番手の投手となり、同年のニグロリーグの東西オールスターにも出場した。
イーグルスは所有者エイブ・マンリーの手で1936年にニュージャージー州ニューアークに本拠地を移す。その翌年の1937年、デイは13勝負けなし、打率.320と投打に大活躍する。更に1942年には、ロイ・キャンパネラからの3つの三振を含む1試合18奪三振という当時のニグロリーグ記録を打ち立てている。この頃はニグロリーグのシーズンオフの期間にはプエルトリコでプレーをしており、1試合19奪三振というプエルトリコのリーグ記録も持っている。
1944年と1945年は第二次世界大戦で陸軍に従軍し、ノルマンディー上陸作戦にも参加した。1946年帰還後のシーズン開幕戦で、ニグロリーグ唯一と言われる開幕戦の無安打試合を達成。また同年は打率.353と打つ方でも活躍した。ニグロリーグでは1950年までプレーし、その前後からメキシコやカナダとアメリカのマイナーリーグを行ったりきたりしながら、1955年まで現役選手を続けた。
1995年にベテランズ委員会によりアメリカ野球殿堂入り。しかし、その僅か6日後にボルチモアにて心臓発作のため死去する。殿堂入り記念額のデイのユニフォームは、プエルトリコで所属していたチーム「アグアディーヤ・シャーク（Aguadilla Shark：Los Tiburones de Aguadilla）のものである。

## 記録・表彰等
- ニグロリーグでの通算勝率：.708